# Ján Slota
Ján Slota (* 14. září 1953 Lietavská Lúčka) je slovenský politik, bývalý předseda a jeden ze zakládajících členů obnovené Slovenské národní strany, po sametové revoluci československý poslanec Sněmovny národů Federálního shromáždění ČSFR, od 90. let dlouholetý poslanec Slovenské národní rady a Národní rady Slovenské republiky a primátor Žiliny.

## Životopis

### Rodina

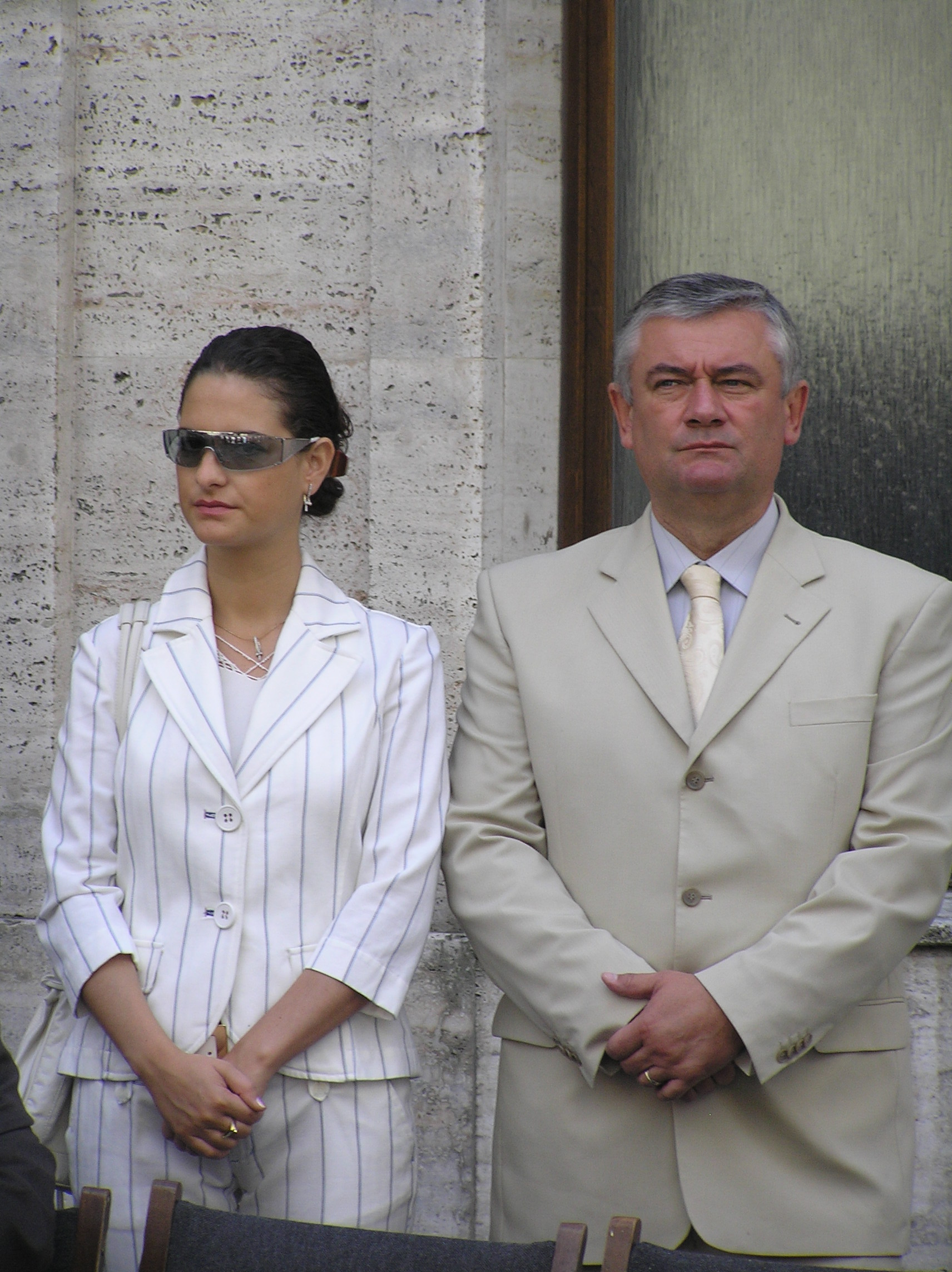
S manželkou Ľubomírou

Mezi předky Jána Sloty patřil Juraj Slota, jeden ze zakladatelů Matice slovenské a redaktor týdeníku Cyrill a Method. Ján Slota se narodil svým rodičům jako druhý ze čtyř dětí. Jeho otec byl důlní technik, matka se v domácnosti starala o výchovu dětí. Má o rok starší sestru a o tři roky mladší sestru. O pět let mladší bratr zahynul při důlním neštěstí.
Ján Slota je od listopadu 2004 potřetí ženatý. Má tři dospělé syny a dceru (nar. 2007), nejmladšího syna Jána postihla v listopadu 2006 po výletu v africkém Beninu nebezpečná forma malárie a bojoval o svůj život v martinské nemocnici.

### Vzdělání a profesní činnost
Základní školu absolvoval v Lietavské Lúčke v roce 1969. Střední školu ukončil maturitou v roce 1972 v Prievidzi. V roce 1977 získal inženýrský titul na Vysoké škole technické v Košicích.
Po absolvovaní vysoké školy pracoval jako důlní technik v Banských stavbách v Prievidzi. V roce 1979 nastoupil na základní vojenskou službu, kterou odsloužil na letišti v Mošnově. Poté krátce pracoval jako technik ve Východoslovenských kameňolomoch a štrkopieskoch. Od roku 1981 do roku 1990 byl vedoucím střediska speciálních činností v národním podniku Prefmonta Bratislava. V rámci podniku i koncernu byl vícekrát oceněný jako nejlepší pracovník.[zdroj?] Po roce 1989 se začal angažovat v politice.

### Politická činnost
Ján Slota patří mezi zakládající členy obnovené Slovenské národní strany (SNS) a už počátkem 90. let patřil mezi její hlavní politické představitele. Ve volbách roku 1990 byl za Slovenskou národní stranu zvolen do slovenské části Sněmovny národů (volební obvod Středoslovenský kraj). Ve Federálním shromáždění setrval do voleb roku 1992.
Ve volbách v roce 1992 usedl za SNS do Slovenské národní rady, která se po vzniku samostatného Slovenska přetvořila v Národní radu Slovenské republiky, coby nejvyšší zákonodárný sbor. V něm obhájil mandát v parlamentních volbách na Slovensku roku 1994. Je mu připisován volební úspěch strany z roku 1994, kdy SNS nečekaně získala 5,4% a stala se vládní stranou. Poslanecký mandát opětovně získal v parlamentních volbách roku 1998 a v parlamentu zasedal až do konce funkčního období roku 2002. Od února 1994 do září 1999 byl předsedou Slovenské národní strany.
V roce 2001 po řadě vnitrostranických sporů založil novou stranu s názvem Pravá Slovenská národná strana a ač s ní získal o rok později v parlamentních volbách více hlasů než původní SNS, do Národní rady se strana nedostala. Přes řadu předchozích politických rozporů i vzájemných osobních útoků se však dokázal se svou rivalkou z SNS Annou Belousovovou usmířit a od 31. května 2003 je opět předsedou sjednocené SNS, která parlamentních volbách roku 2006 dosáhla pod jeho vedením zisku 11,73% hlasů. Opět se stal poslancem Národní rady SR a mandát poslance obhájil i v parlamentních volbách roku 2010. V parlamentu setrval do konce funkčního období v roce 2012. V následných parlamentních volbách roku 2012 ovšem SNS nezískala zastoupení v slovenském parlamentu.
Dlouhodobě působil rovněž v komunální a regionální politice. Od roku 1990 zastával funkci primátora Žiliny. Zvolen byl již v prvních svobodných komunálních volbách v roce 1990, potom byl zvolen ještě třikrát (1994, 1998 a 2002). V prvních volbách do vyšších územních celků (VÚC) v roce 2001 byl zvolen poslancem žilinského VÚC za PSNS a v druhých volbách roku 2006 byl zvolen za koalici stran SMER-SD, SNS, ANO a HZD. Ve stejném roce se ucházel v komunálních volbách 2006 popáté o post primátora, ovšem porazil ho Ivan Harman (SDKÚ-DS, OKS, KDH, SF), čímž ukončil jeho šestnáctileté působení ve funkci.

### Kritika
Aktivity a výroky Jána Sloty jsou často považovány za kontroverzní. Snad nejznámější se stal jeho výrok „pojďeme do tankoch a zrovnáme Budapešť“, který pronesl na mítinku HZDS 5. března 1999. Kritizovaný bývá i za hrubé vyjadřování o svých oponentech. Rovněž byl kritizován za některé jeho aktivity v komunální politice. Na kritiku, která zaznívá především ze strany některých občanských sdružení, zpravidla reagoval jejich označením za absolutní názorovou menšinu, občas se objevili ovšem vulgární a neslušné výroky, hlavně když to byli kritici z maďarské strany (například maďarská ministryně Kinga Göncz).
Část společnosti na Slovensku považuje Slotu za extrémního nacionalistu a některé jeho výroky za projev xenofobie, jiní Slováci jej zase považují za člověka, který se nebojí nazvat věci pravým jménem. Často se jako politik vyjadřuje k tématům národnostní politiky, zejména k problematice Romů a Maďarů žijících na Slovensku.
V červnu 2007 nazval novinářku deníku SME Veroniku Šutkovou „špinou“.
Když na výročí vyhlášení svrchovanosti Slovenska v červenci 2007 vznikla tzv. Jižanská rada za sebeurčení, Slota přišel se zákonem na ochranu republiky. Celou situaci komentoval slovy „Republiku si rozvracať nedáme“ a též prohlásil, že učiní všechny kroky, aby Jižanská rada nemohla být zaregistrována jako občanské sdružení.
Ján Slota je také znám tím, že bezplatně využívá množství majetku který mu nepatří. V majetkovém přiznání uvádí vlastnictví bytu, jednoho automobilu... atd, ovšem je často vídán v různých luxusních automobilech, také je známo, že využívá jachtu a letadlo...
V roce 2008 ovšem přiznal vlastnictví několika dalších věcí, ovšem nikdo neví, z čeho to zaplatil. Bylo na něj podáno trestní oznámení pro podezření z krácení daně.
V roce 2023 byl obžalován z korupce. V září 2024 byl odsouzen k podmíněnému trestu odnětí svobody za nepřímou korupci.

### Zájmy
Po závěsném létání na rogale získal licenci letce na malých motorových letadlech. Absolvoval i kurz sportovního létání a letecké akrobacie. V oblibě má jízdu na motorce, sportovní střelbu, turistiku a jízdu na koni. Je členem Matice slovenské, čestným členem Svazu protikomunistického odboje, stál při zrodu Asociace slovenských vojáků a jeho jméno je spojováno i s fotbalovým klubem MŠK Žilina a hokejovým klubem MsHK Žilina.